# Danh sách phim thất lạc

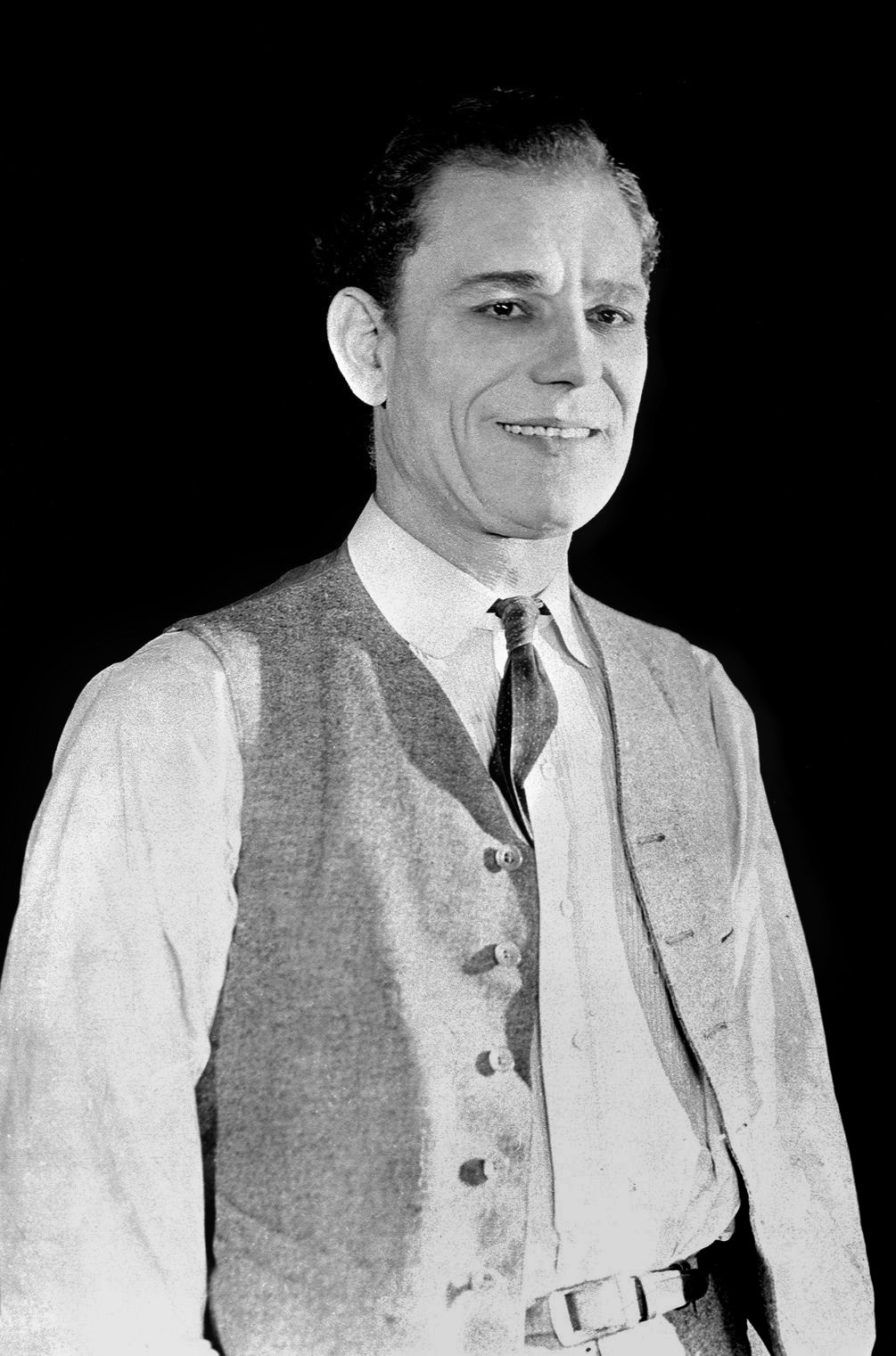
Lon Chaney xuất hiện trong nhiều bộ phim nhưng hiện đã bị thất lạc. Hình ảnh trích từ phim The Miracle Man (1919) - một bộ phim bị mất hiện đang tìm kiếm.

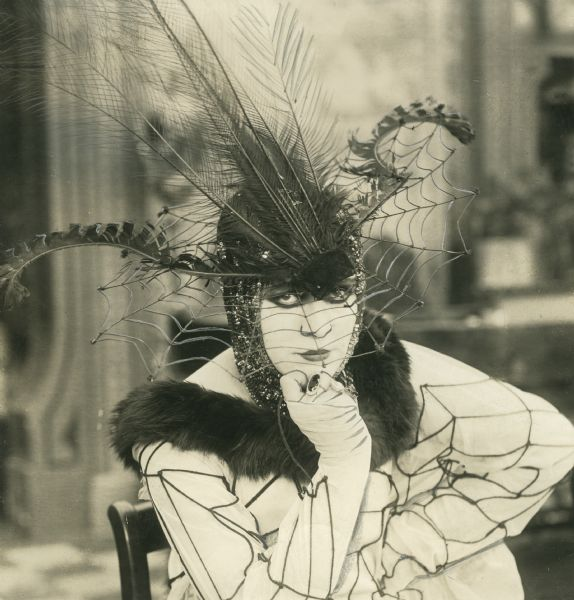
Một thời là diễn viên đình đám của Fox, tất cả các bộ phim của Valeska Suratt đều đã mất.

Đối với danh sách các phim bị thất lạc này, phim thất lạc được hiểu là một bộ phim không còn bản in nào còn sót lại. Đối với những bộ phim còn lại một phần bất kỳ của cảnh phim (bao gồm trailer), hãy xem Danh sách các phim chưa hoàn thành hoặc bị thất lạc một phần.

## Lý do bị thất lạc
Các bộ phim có thể bị mất vì một số lý do. Một yếu tố chính là việc sử dụng phổ biến phim nitrate cho đến đầu những năm 1950. Loại phim này rất dễ bắt lửa và đã xảy ra một số vụ cháy kinh hoàng, chẳng hạn như vụ cháy Universal Pictures vào năm 1924, vụ hỏa hoạn kho Fox năm 1937 và vụ hỏa hoạn kho MGM năm 1965.
Bản in phim đen trắng được đánh giá là vô giá trị nên đôi khi nó bị thiêu hủy để lấy các hạt hình ảnh bạc trong nhũ ảnh phim. Các bộ phim đã biến mất khi các công ty sản xuất phá sản. Đôi khi, một hãng phim sẽ làm lại một bộ phim và tiêu hủy bản trước đó. Đặc biệt, những bộ phim câm từng được coi là không còn giá trị thương mại nữa nên đơn giản nó bị tiêu hủy để tiết kiệm kho lưu trữ.

## Thống kê về các bộ phim đã mất
Theo Film Foundation của Martin Scorsese tuyên bố rằng "một nửa số phim ở nước Mỹ làm trước năm 1950 và hơn 90% phim làm trước năm 1929 đã bị mất vĩnh viễn." Deutsche Kinemathek ước tính rằng 80–90% phim câm đã không còn nữa; danh sách riêng của kho lưu trữ phim chứa hơn 3.500 phim bị mất.
Một nghiên cứu của Thư viện Quốc hội cho biết 75% tổng số phim câm hiện đã bị thất lạc. Nhiều người tranh cãi liệu tỷ lệ phần trăm thống kê có khá cao không, nó không thực tế nếu liệt kê những bộ phim nổi tiếng và cả nguồn gốc của phim.
Ví dụ, khoảng 200 trong số hơn 500 phim của Méliès và 350 trên 1000 phim của Alice Guy còn tồn tại.

## Những phim có danh tiếng bị thất lạc
Trong số những bộ phim thường được các nhà phê bình và lịch sử điện ảnh đáng tiếc là những bộ phim của các đạo diễn nổi tiếng và những bộ phim có tầm quan trọng văn hóa độc đáo. The Mountain Eagle là bộ phim thứ hai do Alfred Hitchcock đạo diễn vào năm 1926; bộ phim bi kịch câm đã được Viện phim Anh mô tả là bộ phim thất lạc "được mong muốn tìm lại nhất". London After Midnight với sự tham gia của diễn viên Lon Chaney và Tod Browning đạo diễn vào năm 1927, là một bộ phim kinh dị bí ẩn giả ma cà rồng thời kỳ câm, hiện được các nhà sưu tập coi là 'chén thánh' của những bộ phim thất lạc. Hollywood, một bộ phim hài câm của đạo diễn James Cruze, có hơn 30 diễn viên đình đám xuất hiện trong phim, bao gồm Roscoe Arbuckle, Charlie Chaplin, Mary Astor và Pola Negri, nhưng hiện không có bản lưu nào còn tồn tại. Phim có dàn diễn viên người Mỹ gốc Phi do Ralph Cooper sản xuất, bao gồm Bargain with Bullets với sự diễn xuất của Theresa Harris và While Thousand Cheer với sự tham gia của Kenny Washington, cũng được coi là đã mất.

## Các phim câm

### Thập niên 1890
| Năm  | Phim                                             | Đạo diễn       | Diễn viên | Ghi chú                             | Tham khảo     |
| ---- | ------------------------------------------------ | -------------- | --------- | ----------------------------------- | ------------- |
| 1896 | Arrivée d'un train gare de Vincennes             | Georges Méliès |           | Phim tài liệu ngắn của Pháp         | [ 12 ]        |
| 1896 | L'Arroseur (hay Watering the Flowers)            | Georges Méliès |           | Phim hài ngắn                       | [ 13 ]        |
| 1896 | Barque sortant du port de Trouville              | Georges Méliès |           |                                     | [ 14 ]        |
| 1896 | Bateau-Mouches sur la Seine                      | Georges Méliès |           |                                     | [ 15 ]        |
| 1896 | Bébé et fillettes                                | Georges Méliès |           | Phim tài liệu ngắn                  | [ 16 ]        |
| 1896 | Les Blanchisseuses                               | Georges Méliès |           | Phim tài liệu ngắn                  | [ 17 ]        |
| 1896 | Bois de Boulogne (Porte de Madrid)               | Georges Méliès |           | Phim tài liệu ngắn                  | [ 18 ]        |
| 1896 | Bois de Boulogne (Touring Club)                  | Georges Méliès |           | Phim tài liệu ngắn                  | [ 19 ]        |
| 1896 | Boulevard des Italiens                           | Georges Méliès |           | Phim tài liệu ngắn                  | [ 20 ]        |
| 1896 | Campement de bohémiens (The Bohemian Encampment) | Georges Méliès |           | Phim tài liệu ngắn                  | [ 21 ]        |
| 1896 | Les chevaux de bois                              | Georges Méliès |           |                                     | [ 22 ]        |
| 1896 | Le chiffonnier                                   | Georges Méliès |           |                                     | [ 23 ]        |
| 1896 | Couronnement de la rosière                       | Georges Méliès |           |                                     | [ 24 ]        |
| 1896 | Déchargement de bateaux                          | Georges Méliès |           |                                     | [ 25 ]        |
| 1896 | Jardinier brûlant des herbes                     | Georges Méliès |           |                                     | [ 26 ]        |
| 1896 | Jetée et Plage de Trouville (phần 1 và 2)        | Georges Méliès |           |                                     | [ 27 ] [ 28 ] |
| 1896 | Jour de marché à Trouville                       | Georges Méliès |           |                                     | [ 29 ]        |
| 1896 | Gestoorde hengelaar                              | M.H. Laddé     |           | Phim viễn tưởng đầu tiên của Hà Lan | [ 30 ]        |
| 1896 | Spelende kinderen                                | M.H. Laddé     |           |                                     | [ 31 ]        |
| 1896 | Zwemplaats voor Jongelingen te Amsterdam         | M.H. Laddé     |           |                                     | [ 32 ]        |

### Thập niên 1900
| Năm  | Phim                                 | Đạo diễn                   | Diễn viên                                                         | Ghi chú | Tham khảo |
| ---- | ------------------------------------ | -------------------------- | ----------------------------------------------------------------- | --- | --------- |
| 1900 | Solser en Hesse                      | M.H. Laddé                 |                                                                   | Phim đầu tiên với tựa phim này, có sự tham gia của các diễn viên hài người Hà Lan Lion Solser và Piet Hesse                                                                                             | [ 33 ]    |
| 1903 | Hiawatha, the Messiah of the Ojibway | Joe Rosenthal              |                                                                   | Được cho là phim viễn tưởng Canada đầu tiên | [ 34 ]    |
| 1906 | Solser en Hesse                      | M.H. Laddé                 |                                                                   | Phim thứ hai với tựa phim này, có sự tham gia của các diễn viên hài người Hà Lan là Lion Solser và Piet Hesse                                                                                           | [ 35 ]    |
| 1907 | Salaviinanpolttajat                  | Louis Sparre, Teuvo Puro   | Teppo Raikas, Teuvo Puro, Jussi Snellman, Eero Kilpi, Axel Rautio | Phim viễn tưởng Phần Lan đầu tiên. Một số nguồn cũng coi đây là bộ phim viễn tưởng Nga đầu tiên, vì Phần Lan là một phần của Đế quốc Nga cho đến năm 1917                                               | [ 36 ]    |
| 1908 | Hồn ma đêm Giáng sinh                |                            | Tom Ricketts                                                      | Bộ phim Mỹ đầu tiên chuyển thể từ tiểu thuyết cùng tên nổi tiếng năm 1843 của Charles Dickens | [ 37 ]    |
| 1908 | The Fairylogue and Radio-Plays       | Francis Boggs, Otis Turner | L. Frank Baum                                                     | Bản chuyển thể đầu tiên của Phù thủy xứ Oz và một số phần tiếp theo của nó. Chỉ được biểu diễn tại show đường phố trong thời gian trình diễn trực tiếp tại rạp hát, bản in đã bị phân hủy và vứt bỏ     | [ 38 ]    |
| 1908 | La Tosca                             | André Calmettes            | Sarah Bernhardt                                                   | Bộ phim thứ hai có sự tham gia của Bernhardt, nữ diễn viên sân khấu nổi tiếng nhất thập niên 1880-1900. Dựa trên vở kịch của Victorien Sardou đã được chuyển thể thành một vở opera bởi Giacomo Puccini | [ 40 ]    |

## Phim có âm thanh
Từ năm 1929 trở đi, các bộ phim "toàn có âm thanh", trừ khi vẫn còn rất ít phim câm.

### Thập niên 1920
| Năm  | Phim                             | Đạo diễn           | Diễn viên                                                | Ghi chú | Tham khảo     |
| ---- | -------------------------------- | ------------------ | -------------------------------------------------------- | --- | ------------- |
| 1928 | Alias Jimmy Valentine            | Jack Conway        | William Haines, Lionel Barrymore                         | Phim có âm thanh một phần này là bộ phim đầu tiên của MGM có khẩu hình miệng nhân vật song song với âm thanh. Nó cũng được phát hành dưới dạng phim câm và cũng đã mất | [ 41 ]        |
| 1928 | 4 Devils                         | F. W. Murnau       | Janet Gaynor                                             | Bản in của Fox Studios được cho là do nữ diễn viên Mary Duncan - người đóng vai phụ trong phim mượn nhưng hiện vẫn chưa rõ tung tích của nó                            | [ 42 ] [ 43 ] |
| 1928 | Heart Trouble                    | Harry Langdon      | Harry Langdon                                            | Phim câm cuối cùng của Langdon có rất ít quảng cáo ở Hoa Kỳ, với ít hơn 100 bản in được phát hành. Đã có báo cáo về các buổi chiếu ở Úc vào năm 1931                   | [ 44 ] [ 45 ] |
| 1928 | The Home Towners                 | Bryan Foy          | Doris Kenyon, Richard Bennett                            | Phim có âm thanh thứ ba Warner Bros. | [ 46 ]        |
| 1928 | The Melody of Love               | Arch Heath         | Walter Pidgeon, Mildred Harris                           | Phim có âm thanh đầu tiên của Universal | [ 46 ]        |
| 1928 | On Trial                         | Archie Mayo        | Pauline Frederick, Lois Wilson, Bert Lytell              | Phim có âm thanh thứ ba Warner Bros. | [ 46 ]        |
| 1928 | Tenderloin                       | Michael Curtiz     | Dolores Costello, Conrad Nagel                           | Phim thứ hai có khẩu hình miệng nhân vật song song với âm thanh, phim có âm thanh một phần                                                                             | [ 46 ]        |
| 1928 | Women They Talk About            | Lloyd Bacon        | Irene Rich                                               | Phim có âm thanh một phần ra mắt bởi Warner Bros. | [ 46 ]        |
| 1929 | The Argyle Case                  | Howard Bretherton  | Thomas Meighan, H. B. Warner, Lila Lee, Gladys Brockwell | Diễn viên câm kỳ cựu Brockwell chết trong một vụ tai nạn giao thông ngay sau khi làm bộ phim này                                                                       | [ 47 ]        |
| 1929 | The Aviator                      | Roy Del Ruth       | Edward Everett Horton, Patsy Ruth Miller                 | | [ 48 ]        |
| 1929 | The Awful Truth                  | Marshall Neilan    | Ina Claire                                               | | [ 49 ]        |
| 1929 | College Love                     | Nat Ross           | George J. Lewis, Eddie Phillips                          | | [ 46 ]        |
| 1929 | Dark Streets                     | Frank Lloyd        | Jack Mulhall, Lila Lee                                   | Nhân vật do Jack Mulhall thủ vai là lần đầu tiên hai người đôi một cùng xuất hiện trong cùng một khung hình phim với việc áp dụng kỹ thuật phơi sáng thời ấy           |               |
| 1929 | Evidence                         | John G. Adolfi     | Pauline Frederick, Conway Tearle                         | | [ 51 ]        |
| 1929 | Fancy Baggage                    | John G. Adolfi     | Audrey Ferris, Myrna Loy                                 | Phim có âm thanh một phần của Warner Bros. |               |
| 1929 | Footlights and Fools             | William A. Seiter  | Colleen Moore                                            | Part-Technicolor | [ 46 ]        |
| 1929 | The Forward Pass                 | Edward F. Cline    | Douglas Fairbanks Jr., Loretta Young                     | | [ 46 ]        |
| 1929 | Fox Movietone Follies of 1929    | David Butler       | John Breeden, Lola Lane                                  | Dãy nhiều màu | [ 52 ]        |
| 1929 | Frozen Justice                   | Allan Dwan         | Lenore Ulric                                             | | [ 53 ]        |
| 1929 | The Gamblers                     | Michael Curtiz     | H. B. Warner, Lois Wilson                                | |               |
| 1929 | Hearts in Exile                  | Michael Curtiz     | Dolores Costello, Grant Withers                          | |               |
| 1929 | Honky Tonk                       | Lloyd Bacon        | Sophie Tucker, Lila Lee                                  | Đây là bộ phim đầu tay của Tucker. Bản nhạc hoàn chỉnh vẫn tồn tại | [ 46 ]        |
| 1929 | The Hottentot                    | Roy Del Ruth       | Edward Everett Horton, Patsy Ruth Miller                 | |               |
| 1929 | Is Everybody Happy?              | Archie Mayo        | Ted Lewis, Ann Pennington                                | | [ 46 ]        |
| 1929 | Jealousy                         | Jean de Limur      | Jeanne Eagels, Fredric March                             | | [ 54 ]        |
| 1929 | Love, Live and Laugh             | William K. Howard  | George Jessel, Lila Lee                                  | | [ 46 ]        |
| 1929 | The Love Racket                  | William A. Seiter  | Dorothy Mackaill, Sidney Blackmer                        | |               |
| 1929 | Lucky in Love                    | Kenneth S. Webb    | Morton Downey, Betty Lawford                             | Phim nói hoàn toàn | [ 46 ]        |
| 1929 | Madonna of Avenue A              | Michael Curtiz     | Dolores Costello, Grant Withers                          | | [ 55 ]        |
| 1929 | Melody Lane                      | Robert F. Hill     | Eddie Leonard, Josephine Dunn                            | Vở nhạc kịch nói hoàn toàn đầu tiên của Universal | [ 46 ]        |
| 1929 | A Most Immoral Lady              | John Griffith Wray | Walter Pidgeon, Leatrice Joy                             | Tám đĩa âm thanh tồn tại ở UCLA. Hình ảnh phim dường như không tồn tại                                                                                                 | [ 56 ]        |
| 1929 | The Painted Angel                | Millard Webb       | Billie Dove, Edmund Lowe                                 | | [ 46 ]        |
| 1929 | Paris                            | Clarence G. Badger | Iréne Bordoni, Jack Buchanan                             | Chuỗi Technicolor | [ 46 ]        |
| 1929 | Queen of the Night Clubs         | Bryan Foy          | Texas Guinan, Lila Lee                                   | | [ 46 ]        |
| 1929 | Red Hot Rhythm                   | Leo McCarey        | Alan Hale, Kathryn Crawford                              | Dãy nhiều màu | [ 46 ]        |
| 1929 | The Sacred Flame                 | Archie Mayo        | Pauline Frederick, Conrad Nagel                          | | [ 57 ]        |
| 1929 | Skin Deep                        | Ray Enright        | Monte Blue, Betty Compson                                | |               |
| 1929 | Smiling Irish Eyes               | William A. Seiter  | Colleen Moore                                            | Part-Technicolor | [ 46 ]        |
| 1929 | A Song of Kentucky               | Lewis Seiler       | Lois Moran, Joseph Wagstaff                              | | [ 46 ]        |
| 1929 | South Sea Rose                   | Allan Dwan         | Lenore Ulric, Charles Bickford                           | | [ 58 ]        |
| 1929 | Speakeasy                        | Benjamin Stoloff   | Paul Page, Lola Lane                                     | | [ 59 ]        |
| 1929 | Stark Mad                        | Lloyd Bacon        | Louise Fazenda, H. B. Warner                             | Được phát hành ở bản câm và có âm thanh hoàn toàn nhưng cả hai đều bị mất                                                                                              | [ 60 ]        |
| 1929 | The Time, the Place and the Girl | Howard Bretherton  | Grant Withers, Betty Compson                             | |               |

### Thập niên 1930
| Năm                 | Phim                               | Đạo diễn                             | Diễn viên | Ghi chú | Tham khảo                  |        |
| ------------------- | ---------------------------------- | ------------------------------------ | --- | --- | -------------------------- | ------ |
| 1930                | An Elastic Affair                  | Alfred Hitchcock                     | | Phim ngắn do Hitchcock thực hiện cho lễ trao giải tại London Palladium vào tháng 1 năm 1930 | [ 61 ]                     |        |
| 1930                | The Big Party                      | John G. Blystone                     | Sue Carol, Dixie Lee                                                                                          | | [ 46 ]                     |        |
| 1930                | Cock o' the Walk                   | Walter Lang                          | Arturo S. Mom, Frances Guihan                                                                                 | |                            |        |
| 1930                | Bride of the Regiment              | John Francis Dillon                  | Vivienne Segal, Walter Pidgeon                                                                                | Phim nhạc kịch sử dụng All-Technicolor, chỉ còn nhạc phim tồn tại trên đĩa Vitaphone | [ 46 ]                     |        |
| 1930                | Cameo Kirby                        | Irving Cummings                      | J. Harold Murray, Norma Terris                                                                                | | [ 46 ]                     |        |
| 1930                | Bàn Tơ Động II                     | Đan Đỗ Vũ                            | Ân Minh Châu                                                                                                  | Phim câm Trung Quốc. Tựa phim ban đầu: 续盘丝洞 (Xù pán xī dong, tạm dịch: Tục Bàn Tơ động). Phần tiếp theo của Bàn Tơ Động năm 1927 (bản thân được cho là đã thất lạc, nhưng đã được tìm lại vào năm 2013) |                            |        |
| 1930                | College Lovers                     | John G. Adolfi                       | Marion Nixon, Jack Whiting                                                                                    | Hài nhạc kịch | [ 46 ]                     |        |
| 1930                | Fellers                            | Austin Fay, Arthur Higgins           | Arthur Tauchert, Les Coney                                                                                    | Hài của Úc | [ 62 ]                     |        |
| 1930                | Kismet                             | John Francis Dillon                  | Otis Skinner, Loretta Young                                                                                   | Một bộ phim cổ trang xa hoa trong giai đoạn đầu lên màn ảnh rộng được biết đến với tên gọi Vitascope. Nhạc nền hoàn chỉnh tồn tại trên đĩa Vitaphone | [ 63 ]                     |        |
| 1930                | Let's Go Places                    | Frank R. Strayer                     | Frank Richardson, Dixie Lee                                                                                   | | [ 46 ]                     |        |
| 1930                | Lord Richard in the Pantry         | Walter Forde                         | Richard Cooper, Dorothy Seacombe                                                                              | Nằm trong danh sách 75 bộ phim truy tìm gắt gao nhất của Viện phim Anh | [ 64 ]                     |        |
| 1930                | One Mad Kiss                       | Marcel Silver                        | José Mojica, Antonio Moreno                                                                                   | | [ 46 ]                     |        |
| 1930                | Song of the Flame                  | Alan Crosland                        | Bernice Claire, Noah Beery                                                                                    | Bộ phim ca nhạc All-Technicolor, bộ phim màu đầu tiên có màn ảnh rộng và được đề cử Giải Oscar cho Âm thanh hay nhất. 5 đĩa âm thanh trong số 9 cuộn còn tồn tại | [ 46 ]                     |        |
| 1931                | Alam Ara                           | Ardeshir Irani                       | Master Vithal, Zubeida, Jilloo, Sushila, Prithviraj Kapoor                                                    | Phim có âm thanh đầu tiên của Ấn Độ | [ 65 ]                     |        |
| 1931                | Charlie Chan Carries On            | Hamilton MacFadden                   | Warner Oland, Hamilton MacFadden                                                                              | Một bản bằng tiếng Tây Ban Nha với dàn diễn viên khác còn tồn tại | [ 66 ]                     |        |
| 1931                | Deadlock                           | George King                          | Stewart Rome, Marjorie Hume, Warwick Ward                                                                     | Nằm trong danh sách 75 bộ phim truy tìm gắt gao nhất của Viện phim Anh | [ 67 ]                     |        |
| 1931                | Hobson's Choice                    | Thomas Bentley                       | James Harcourt, Viola Lyel, Frank Pettingell                                                                  | Nằm trong danh sách 75 bộ phim truy tìm gắt gao nhất của Viện phim Anh | [ 68 ]                     |        |
| 1931                | Kalidas                            | H. M. Reddy                          | T. P. Rajalakshmi, P. G. Venkatesan, L. V. Prasad                                                             | Phim có âm thanh đầu tiên trong điện ảnh tiếng Telugu, điện ảnh tiếng Tamil, cũng như ở điện ảnh Nam Ấn Độ | [ 69 ] [ 70 ]              |        |
| 1931                | Peludópolis                        | Quirino Cristiani                    | | Sản xuất ở Argentina; phim truyện hoạt hình đầu tiên trên thế giới có âm thanh, sử dụng hệ thống sound-on-disk nguyên thủy | [ 71 ]                     |        |
| 1931                | The Bells                          | Harcourt Templeman                   | Donald Calthrop, Jane Welsh, Edward Sinclair, O.B. Clarence, Wilfred Shine, Ralph Truman, Anita Sharp-Bolster | Ban đầu phim được phát hành với nhạc nền phim được viết bởi Gustav Holst, nhạc phim duy nhất của Holst | [ 72 ]                     |        |
| 1931                | Two Crowded Hours                  | Michael Powell                       | John Longden, Jane Welsh, Jerry Verno                                                                         | Powell lần đầu đạo diễn | [ 73 ]                     |        |
| 1932                | Charlie Chan's Chance              | John G. Blystone                     | Warner Oland                                                                                                  | Phần thứ sáu của loạt phim Charlie Chan và là phần phim thứ ba do Warner Oland thủ vai | [ 74 ]                     |        |
| 1932                | Men of Tomorrow                    | Zoltan Korda, Leontine Sagan         | Maurice Braddell, Joan Gardner                                                                                | Bộ phim đầu tay của Robert Donat; nằm trong danh sách 75 bộ phim truy tìm gắt gao nhất của Viện phim Anh | [ 75 ]                     |        |
| 1932                | The Night of Decision              | Dimitri Buchowetzki                  | Conrad Veidt, Olga Chekhova, Peter Voß                                                                        | |                            |        |
| 1932                | The Missing Rembrandt              | Leslie S. Hiscott                    | Arthur Wontner                                                                                                | Phim thứ hai trong loạt phim Sherlock Holmes | [ 76 ] [ 77 ]              |        |
| 1932                | 1933                               | Chikara to Onna no Yo no Naka        | Kenzō Masaoka                                                                                                 | | Anime có âm thanh đầu tiên | [ 78 ] |
| Convention City     | 1933                               | Archie Mayo                          | Joan Blondell Dick Powell Adolphe Menjou Mary Astor                                                           | Một phim pre-Code được sản xuất bởi First National–Warner Bros. | [ 46 ]                     |        |
| Night in the City   | 1933                               | Phí Mục                              | Nguyễn Linh Ngọc Kim Diễm                                                                                     | Phim đầu tay của Phí Mục |                            |        |
| Two Minutes Silence | 1933                               | Paulette McDonagh                    | Frank Bradley, Campbell Copelin, Marie Lorraine                                                               | Phim phản chiến đầu tiên của Úc | [ 62 ]                     |        |
| Wasei Kingu Kongu   | 1933                               | Torajirō Saitō                       | Isamu Yamaguchi                                                                                               | Phim ngắn Nhật Bản dựa trên King Kong | [ 79 ]                     |        |
| 1934                | Jail Birds of Paradise             | Al Boasberg                          | Dorothy Appleby, Moe Howard, Curly Howard                                                                     | Phim duy nhất của Three Stooges thất lạc | [ 80 ]                     |        |
| 1934                | Murder at Monte Carlo              | Ralph Ince                           | Errol Flynn                                                                                                   | Phim đầu tay của Flynn ở Anh | [ 81 ]                     |        |
| 1934                | Ragazzo                            | Ivo Perilli                          | Costantino Frasca, Isa Pola, Osvaldo Valenti                                                                  | Việc trình chiếu đã bị chính quyền Phát xít cấm chiếu trước khi công chiếu và bộ phim sau đó đã được lưu trữ tại Centro Sperimentale di Cinematografia. Trong cuộc rút lui của quân Đức vào năm 1944, trung tâm đã bị cướp phá và đốt cháy | [ 82 ] [ 83 ]              |        |
| 1934                | The Scarab Murder Case             | Michael Hankinson                    | Wilfrid Hyde-White                                                                                            | Phim Philo Vance | [ 84 ]                     |        |
| 1935                | The Magic Shoes                    | Claude Flemming                      | Peter Finch                                                                                                   | Đã hoàn thành, nhưng không bao giờ được phát hành | [ 62 ]                     |        |
| 1935                | Obeah!                             | F. Herrick Herrick                   | Jean Brooks, Phillips Lord                                                                                    | Phát hành vào tháng 2 năm 1935 | [ 85 ]                     |        |
| 1936                | The Oregon Trail                   | Scott Pembroke                       | John Wayne | Tàn tích được tìm thấy vào năm 2013 | [ 86 ]                     |        |
| 1936                | The Adventures of Pinocchio        | Raoul Verdini, Umberto Spano         | | Phim chưa hoàn thành dự định là phim hoạt hình đầu tiên của Ý. Chỉ có kịch bản gốc và một vài khung hình tĩnh tồn tại | [ 87 ]                     |        |
| 1937                | Terang Boelan                      | Albert Balink                        | Rd Mochtar, Roekiah                                                                                           | Phim lãng mạn từ Đông Ấn Hà Lan; thành công thương mại lớn nhất của thuộc địa | [ 88 ]                     |        |
| 1938                | Buzzy Boop at the Concert          | Dave Fleischer                       | Mae Questel                                                                                                   | Một bộ phim hoạt hình bị mất có sự tham gia của Buzzy Boop, anh em họ của Betty Boop |                            |        |
| 1938                | The King Kong That Appeared in Edo | Sōya Kumagai                         | Eizaburo Matsumoto                                                                                            | Có thể bị mất trong Thế chiến thứ 2 | [ 89 ]                     |        |
| 1938                | Nad Niemnem                        | Wanda Jakubowska and Karol Szolowski | | Chế độ Đức Quốc xã thích giá trị nghệ thuật của phim, nhưng không thể cho phép chiếu một bộ phim nói về lịch sử Ba Lan sâu như vậy. Nó được lồng tiếng và biên tập lại, đổi thành tuyên truyền thân Đức. Stefan Dekierowski thông báo cho giới ngầm Ba Lan và ba bản sao còn lại (trong tổng số năm bản) đã được cất giấu vào mùa đông năm 1939; phim được tin là bị mất |                            |        |
| 1939                | The Good Old Days                  | Roy William Neill                    | Max Miller, Hal Walters, Kathleen Gibson                                                                      | Nằm trong danh sách 75 bộ phim truy tìm gắt gao nhất của Viện phim Anh | [ 90 ]                     |        |
| 1939                | Secreto de confesión               |                                      | | Thất lạc trong trận đánh bom Manila trong Thế chiến thứ 2 |                            |        |

### Thập niên 1940
| Năm  | Phim                             | Đạo diễn           | Diễn viên                                                            | Ghi chú | Tham khảo |
| ---- | -------------------------------- | ------------------ | -------------------------------------------------------------------- | --- | --------- |
| 1940 | Harta Berdarah                   | R Hu, Rd Ariffien  | Zonder, Soelastri                                                    | Phim hành động Indonesia. Được chiếu cho đến ít nhất là tháng 7 năm 1944 | [ 91 ]    |
| 1940 | Kedok Ketawa                     | Jo An Djan         | Fatimah, Basoeki Resobowo, Oedjang                                   | Sản phẩm đầu tiên của Union Films. Được chiếu cho đến ít nhất là tháng 8 năm 1944 | [ 91 ]    |
| 1941 | Asmara Moerni                    | Rd Ariffien        | Adnan Kapau Gani, Djoewariah, S. Joesoef                             | Phim tình cảm Indonesia. Được chiếu cho đến ít nhất là tháng 11 năm 1945 | [ 91 ]    |
| 1941 | Bajar dengan Djiwa               | R Hu               | A Bakar, Djoewariah, O Parma, Oedjang, RS Fatimah, Soelastri, Zonder | Phim chính kịch Indonesia. Được chiếu cho đến ít nhất là tháng 10 năm 1943 | [ 91 ]    |
| 1941 | Soeara Berbisa                   | R Hu               | Raden Soekarno, Ratna Djoewita, Oedjang, Soehaena                    | Được chiếu cho đến ít nhất là tháng 2 năm 1949, quá trình sản xuất phim lâu hơn bất kỳ phim nào của Union Films và bức ảnh về duy nhất được công bố sau Thế chiến thứ 2                                           | [ 91 ]    |
| 1941 | Wanita dan Satria                | Rd Ariffien        | Djoewariah, Ratna Djoewita, Hidajat, Z. Algadrie, Moesa              | | [ 91 ]    |
| 1942 | Brother Martin: Servant of Jesus | Spencer Williams   |                                                                      | Sack Amusements - nhà phân phối của bộ phim, đã ngừng kinh doanh và không ai bảo quản bộ sưu tập phim | [ 92 ]    |
| 1942 | Mega Mendoeng                    | Boen Kim Nam       | Raden Soekarno, Oedjang, Boen Sofiati, Soehaena                      | Phim cuối cùng của Union Films trước khi trường quay đóng cửa khi Nhật Bản chiếm đóng | [ 91 ]    |
| 1943 | Squadron Leader X                | Lance Comfort      | Eric Portman, Ann Dvorak                                             | Nằm trong danh sách 75 bộ phim truy tìm gắt gao nhất của Viện phim Anh | [ 93 ]    |
| 1944 | Red Sky at Morning               | Hartney Arthur     | Peter Finch, John Alden                                              | | [ 62 ]    |
| 1945 | Flight from Folly                | Herbert Mason      | Patricia Kirkwood, Hugh Sinclair                                     | Màn ra mắt của ngôi sao sân khấu Kirkwood. Nằm trong danh sách 75 bộ phim truy tìm gắt gao nhất của Viện phim Anh                                                                                                 | [ 94 ]    |
| 1945 | We Accuse                        | Joseph H. Zarovich | Everett Sloane, người dẫn chuyện                                     | Một trong những bộ phim tài liệu về Holocaust của Mỹ có thời lượng dài đầu tiên được phát hành sau Giải phóng với lời kể của John Bright - nhà biên kịch của The Public Enemy (1931) và She Done Him Wrong (1933) | [ 95 ]    |
| 1948 | The Betrayal                     | Oscar Micheaux     |                                                                      | Phim sản xuất cuối cùng của đạo diễn | [ 96 ]    |

### Thập niên 1960
| Năm  | Phim                                              | Đạo diễn       | Diễn viên                                       | Ghi chú | Tham khảo |
| ---- | ------------------------------------------------- | -------------- | ----------------------------------------------- | --- | --------- |
| 1960 | Linda                                             | Don Sharp      | Carol White, Alan Rothwell                      | Nằm trong danh sách 75 bộ phim truy tìm gắt gao nhất của Viện phim Anh                                                                          | [ 97 ]    |
| 1963 | Andy Warhol Films: Jack Smith Filming Normal Love | Andy Warhol    | Jack Smith                                      | Bộ phim gia đình này có thể là bộ phim đầu tiên của Warhol, đã bị cảnh sát thành phố New York thu giữ vào tháng 3 năm 1964 và kể từ đó biến mất | [ 98 ]    |
| 1963 | Farewell Performance                              | Robert Tronson | David Kernan, Frederick Jaeger, Delphi Lawrence | Nằm trong danh sách 75 bộ phim truy tìm gắt gao nhất của Viện phim Anh                                                                          | [ 99 ]    |
| 1967 | Batman Fights Dracula                             | Leody M. Diaz  | Jing Abalos, Dante Rivero                       | Một tác phẩm Filipino được thực hiện mà không có sự cho phép của DC Comics, đơn vị sở hữu bản quyền cho nhân vật của Người Dơi                  | [ 100 ]   |

### Thập niên 1970
| Năm  | Phim                   | Đạo diễn              | Diễn viên                          | Ghi chú | Tham khảo |
| ---- | ---------------------- | --------------------- | ---------------------------------- | --- | --------- |
| 1972 | Nobody Ordered Love    | Robert Hartford-Davis | Ingrid Pitt, Tony Selby            | Tất cả các bản in đã biết được cho là đã bị tiêu hủy khi đạo diễn qua đời theo yêu cầu của ông. Nằm trong danh sách 75 bộ phim truy tìm gắt gao nhất của Viện phim Anh | [ 101 ]   |
| 1973 | Prem Parbat            | Ved Rahi              | Satish Kaul, Hema Malini           | Theo đạo diễn, bản in của phim đã xuống cấp từ lâu, không sử dụng được | [ 102 ]   |
| 1973 | Romusha                | Herman Nagara         | Rofi'ie Prabancana, A. Hamid Arief | Bộ phim về tội ác chiến tranh của Nhật Bản ở Indonesia khi chiếm đóng đã bị phá hủy ngay trước khi phát hành sau cuộc phản đối từ đại sứ quán Nhật Bản | [ 103 ]   |
| 1974 | Every Nigger Is a Star | Calvin Lockhart       | Calvin Lockhart, Alfred Fagon      | Bộ phim thất lạc kể về hành trình trở về quê hương Jamaica của một người đàn ông, nơi anh gặp gỡ các ban nhạc reggae nổi tiếng thời bấy giờ trong đó có Inner Circle. Tuy nhiên, nhạc phim vẫn tồn tại và thu hút được sự chú ý của cộng đồng do ca khúc chủ đề được lấy mẫu trong album của rapper Kendrick Lamar To Pimp a Butterfly và được đưa vào bộ phim năm 2016 Moonlight | [ 104 ]   |
| 1974 | Him                    | Ed D. Louie           | Tava                               | Phim khiêu dâm đồng tính nam về một người đàn ông khiêu dâm với cuộc sống của Chúa Giê-su. Đã bị mô tả nhầm là một trò lừa bịp | [ 105 ]   |

### Thập niên 1980-nay
| Năm  | Phim         | Đạo diễn  | Diễn viên                                           | Ghi chú | Tham khảo |
| ---- | ------------ | --------- | --------------------------------------------------- | --- | --------- |
| 1991 | Drive of '91 | Rob Kovac | Earl Seitz, Jake Conkin, Jessica và Justin Schariem | Cuốn băng cassette cuối cùng được biết đến đã bị phá hủy vào năm 2021. Không có bản in nào khác được biết đến | [ 106 ]   |